# Пановское сельское поселение (Усть-Ишимский район)
Пановское се́льское поселе́ние — муниципальное образование в Усть-Ишимском районе Омской области Российской Федерации.
Административный центр — село Паново.

## История
Статус и границы сельского поселения установлены Законом Омской области от 30 июля 2004 года № 548-ОЗ «О границах и статусе муниципальных образований Омской области»

## Население
| 2010  | 2011  | 2012  | 2013  | 2014  | 2015  | 2016  |
| ----- | ----- | ----- | ----- | ----- | ----- | ----- |
| 1251  | ↘1245 | ↘1221 | ↘1193 | ↘1157 | ↘1096 | ↘1056 |
| 2017  | 2018  | 2019  | 2020  | 2021  | 2023  |       |
| ↘1018 | ↘968  | ↘922  | ↘893  | ↘731  | ↘692  |       |

## Состав сельского поселения
| № | Населённый пункт | Тип населённого пункта       | Население |
| - | ---------------- | ---------------------------- | --------- |
| 1 | Азы              | посёлок                      | 1         |
| 2 | Березянка        | деревня                      | ↘49       |
| 3 | Борки            | посёлок                      | 230       |
| 4 | Еланка           | деревня                      | ↘4        |
| 5 | Паново           | село, административный центр | ↘283      |
| 6 | Скородум         | посёлок                      | ↗684      |